# Universidade Paris-Sul

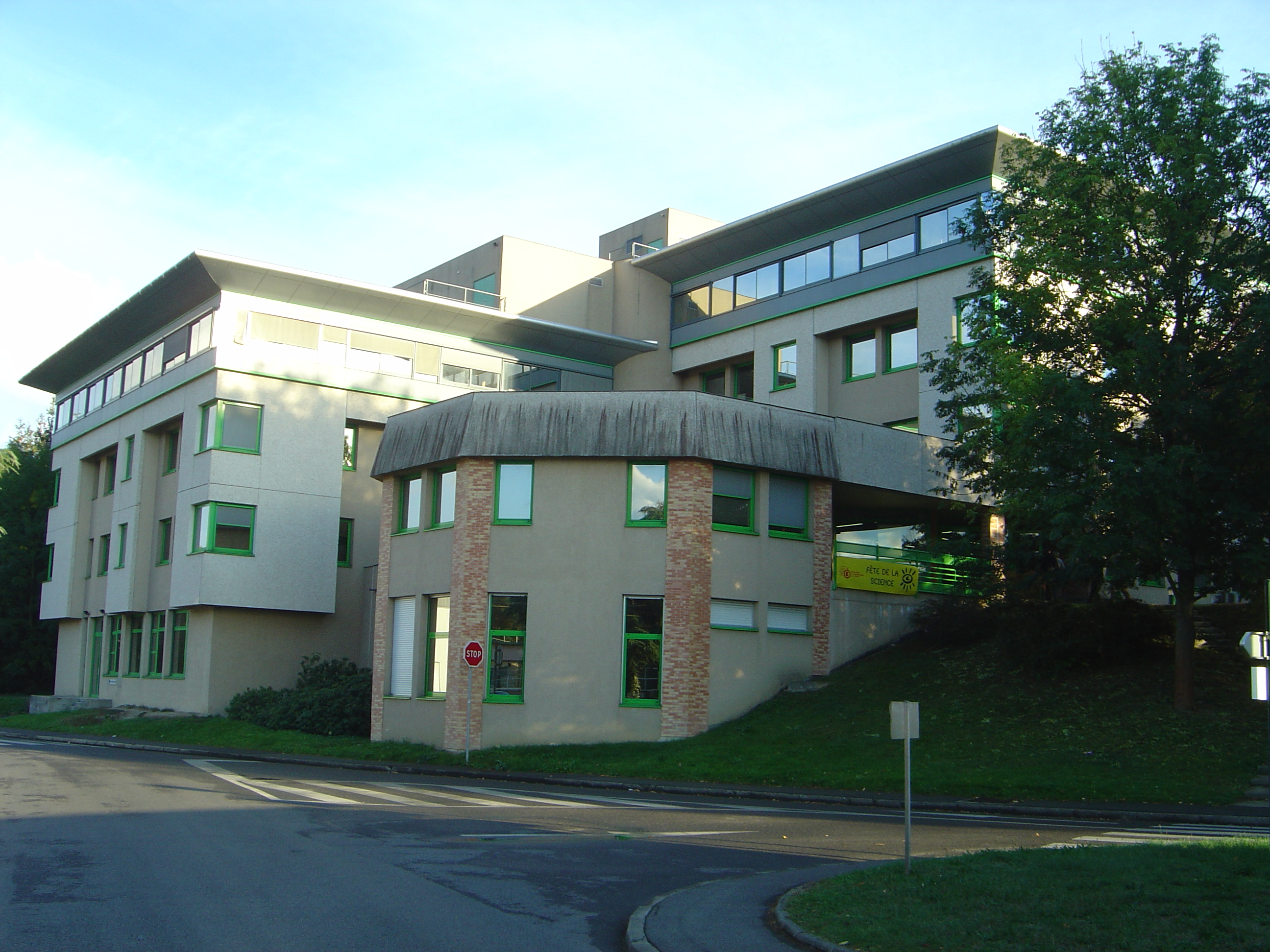
Universidade Paris-Sul (Orsay)

A Universidade Paris-Sul, também denominada Universidade Paris XI, é uma universidade pública na Ile de France.
A universidade foi fundada em 1970, sendo composta por 5 faculdades. Em 2020, ela deixou de existir, e foi substituída pela Universidade Paris-Saclay.
A universidade possuía campus em três Departamentos da França, Essonne, Altos do Sena e Val-de-Marne, localizados nas comunas Antony, Bures-sur-Yvette, Cachan, Châtenay-Malabry, Clamart, Gentilly, Gif-sur-Yvette, Le Kremlin-Bicêtre, Orsay, Le Plessis-Robinson, Sceaux (Hauts-de-Seine), Les Ulis e Villejuif